# 吉川大幾
吉川 大幾（よしかわ だいき、1992年8月21日 - ）は、大阪府大阪市天王寺区出身の元プロ野球選手（内野手、外野手）、コーチ。右投右打。

## 経歴

### プロ入り前
小学生からソフトボールを始め、6年時に助っ人として野球の試合に出場した。中学ではナガセタイガースボーイズに所属し、投手兼遊撃手として野球をプレー。
PL学園高等学校進学後は1年秋から「1番・中堅手」のポジションを獲得し、2年夏には大阪大会で1大会5本塁打を記録し、2年春夏の甲子園出場に貢献。2年秋からは主将に就任し、遊撃手に転向。
2010年のドラフト会議で中日ドラゴンズから2位指名を受け入団。背番号は同じPL学園の先輩かつ同じ内野手であり、なおかつ憧れの人物でもある立浪和義が着けていた3を継承することとなった。

### 中日時代

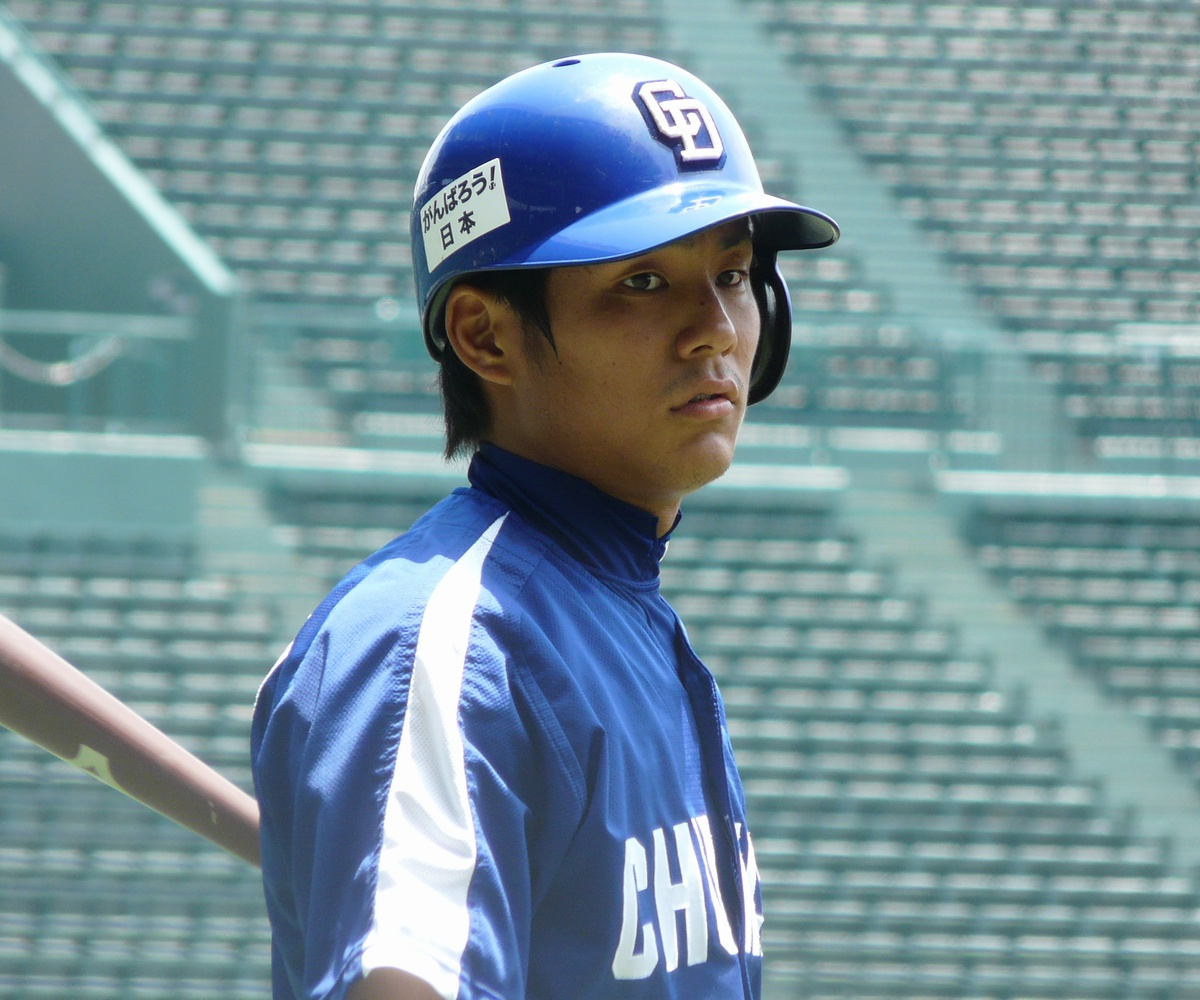
2011年

ルーキーイヤーである2011年から春季キャンプを一軍練習地である北谷公園野球場で経験していた。辻発彦一軍総合コーチから「高校時代の俺よりも上手い」と言われていた。二軍（ウエスタン・リーグ）では遊撃手としてプレーし、126打席で打率.190と苦しんだ。フェニックスリーグからは二塁手にも挑戦する。
2012年からスイッチヒッターに挑戦。7月12日に右打ちから両打ちへの登録変更を届け出たと発表された。9月11日に一軍初昇格。9月13日の横浜DeNAベイスターズ戦で代打としてプロ初出場を果たし、篠原貴行から勝ち越し左前適時打を放ってプロ初打席で初安打と初打点を記録した。
2014年10月30日に球団から戦力外通告を受けた。「練習態度が悪かったことなどが谷繁元信選手兼任監督の逆鱗に触れ、中日をクビになった」とも囁かれたが、『東京スポーツ』のインタビューに対しては「気を抜いてやったことは一切ないです」などと、そのような噂を否定する発言をしている。なお、吉川は戦力外通告を受けるとは思っていなかったため、落合の呼び出しは打撃指導をして貰えるものと思っていたことを『バース・デイ』で告白している。
中日時代は打撃の結果が振るわず、試合中に「立浪の背番号返せ」と観客席から辛辣なヤジが飛んで来ることもあった。

### 巨人時代
2014年11月14日、読売ジャイアンツ（巨人）と契約を結んだ。推定年俸は550万円で、背番号は68。
2015年は、8月4日の東京ヤクルトスワローズ戦で腰痛のため欠場した坂本勇人の代わりに遊撃手として先発出場し適時打を放ちヒーローインタビューを受けた。また同月14日には古巣である中日戦でも適時打を放つなど、自己最多の47試合に出場した。
2016年は、前年をさらに上回る50試合に出場したが、ほとんどが守備固めや代走での出場だった。オフに北海道日本ハムファイターズからトレードで吉川光夫が、また新入団選手として吉川尚輝がチームに入団したことで、翌シーズンからは「吉川大」と表記されることになる。
2017年は、ルーキーイヤー以来6年ぶりに一軍出場がなかった。二軍（イースタン・リーグ）では82試合に出場し打率.238、1本塁打20打点12盗塁だった。
2018年からは再び右打ちに専念。シーズンではベテラン勢の出遅れもあり開幕一軍を果たし、主にケーシー・マギーが退いたあとの試合終盤の三塁の守備固めや代走など出場機会が増え、自己最多の97試合出場を果たした。またシーズン無失策、盗塁は7個試みて全て成功させた。2019年からは背番号を00に変更した。
2019年は、吉川尚輝が負傷離脱した二塁手争いで若林晃弘、山本泰寛に敗れ、代走・守備要員には増田大輝が台頭したため、出場数は10試合に激減した。
2020年は一軍公式戦30試合10打数1安打2盗塁。シーズン終了後のフェニックス・リーグ参加中の11月26日に球団から戦力外通告が発表された。12月7日、明治神宮野球場で行われた12球団合同トライアウトに内外野全般としてエントリー。遊撃をはじめとして複数ポジションを守り、打撃面では5打席に立って1安打2四球と結果を残す。また、参加者唯一の盗塁を記録したり、現役復帰を目指していた新庄剛志の左前打で二塁から生還したりなど、走塁面でもアピールした。しかし、獲得をする球団はなく、12月25日に現役引退を表明し、球団職員（スコアラー）として巨人に残ることになった。

### 現役引退後
2023年10月16日、2024年シーズンから三軍内野守備コーチに就任することが発表された。背番号は105。2025年からは走塁コーチも兼任する。

## 選手としての特徴・人物
50メートル走5秒9の俊足、遠投115メートルの強肩を武器とし、バッティングでは抜群のリストの強さを誇るバランスのとれた素材。長打力もあり、打球を広角に打ち分ける技術を持つ。守備も二塁、遊撃、三塁、左翼と色々なポジションを守れる。中日時代には将来の立浪2世と呼ばれていた。
高めの球に強いハイボールヒッターで、中学3年時に野球塾で個別指導を受けた村上隆行からは「インハイを打てるバッターになれ」と言われていた。
戦力外通告を受けた2020年のベストナインの記者投票では、二塁手部門で3票を獲得し、部門別では5位の得票数だった。しかし、これは同姓の吉川尚輝と間違えて投じられた票との見方が強い。
明るい性格であり、巨人移籍後はチームのムードメーカーとして欠かせない存在となった。吉川は「ワイワイ言いながらやりたい。元気を出してやるほうが、自分は体が動くんじゃないかなと思うので」と語り、ベンチでは大声でチームメイトを鼓舞し、時には和ませている。2018年11月のファンフェスタではチアリーダーに扮して完璧なダンスを披露するなど芸達者な一面も見せている。一方で、真面目な一面もあり、オフには4時間かけて紙面に自身の課題を書き連ねている。

## 詳細情報

### 年度別打撃成績
| 年 度    | 球 団    | 試 合 | 打 席 | 打 数 | 得 点 | 安 打 | 二 塁 打 | 三 塁 打 | 本 塁 打 | 塁 打 | 打 点 | 盗 塁 | 盗 塁 死 | 犠 打 | 犠 飛 | 四 球 | 敬 遠 | 死 球 | 三 振 | 併 殺 打 | 打 率 | 出 塁 率 | 長 打 率 | O P S |
| -------- | -------- | ----- | ----- | ----- | ----- | ----- | -------- | -------- | -------- | ----- | ----- | ----- | -------- | ----- | ----- | ----- | ----- | ----- | ----- | -------- | ----- | -------- | -------- | ----- |
| 2012     | 中日     | 3     | 2     | 2     | 0     | 1     | 0        | 0        | 0        | 1     | 1     | 0     | 0        | 0     | 0     | 0     | 0     | 0     | 1     | 0        | .500  | .500     | .500     | 1.000 |
| 2013     | 中日     | 15    | 15    | 12    | 4     | 3     | 0        | 0        | 0        | 3     | 0     | 1     | 0        | 3     | 0     | 0     | 0     | 0     | 5     | 0        | .250  | .250     | .250     | .500  |
| 2014     | 中日     | 16    | 17    | 14    | 2     | 0     | 0        | 0        | 0        | 0     | 0     | 0     | 0        | 2     | 0     | 1     | 0     | 0     | 2     | 0        | .000  | .067     | .000     | .067  |
| 2015     | 巨人     | 47    | 60    | 56    | 11    | 14    | 5        | 1        | 0        | 21    | 4     | 3     | 0        | 2     | 0     | 2     | 0     | 0     | 15    | 1        | .250  | .276     | .375     | .651  |
| 2016     | 巨人     | 50    | 56    | 51    | 7     | 9     | 0        | 0        | 0        | 9     | 1     | 1     | 2        | 2     | 0     | 3     | 0     | 0     | 14    | 0        | .176  | .222     | .176     | .398  |
| 2018     | 巨人     | 97    | 23    | 18    | 21    | 3     | 0        | 0        | 0        | 3     | 0     | 7     | 0        | 3     | 0     | 2     | 0     | 0     | 6     | 0        | .167  | .250     | .167     | .417  |
| 2019     | 巨人     | 10    | 10    | 9     | 0     | 0     | 0        | 0        | 0        | 0     | 0     | 0     | 0        | 0     | 0     | 1     | 0     | 0     | 3     | 1        | .000  | .100     | .000     | .100  |
| 2020     | 巨人     | 30    | 12    | 10    | 1     | 1     | 0        | 0        | 0        | 1     | 0     | 2     | 1        | 1     | 0     | 1     | 0     | 0     | 2     | 0        | .100  | .182     | .100     | .282  |
| NPB：8年 | NPB：8年 | 268   | 195   | 172   | 46    | 31    | 5        | 1        | 0        | 38    | 6     | 14    | 3        | 13    | 0     | 10    | 0     | 0     | 48    | 2        | .180  | .225     | .221     | .446  |

### 年度別守備成績
| 年 度 | 球 団 | 一塁  | 一塁  | 一塁  | 一塁  | 一塁  | 一塁     | 二塁  | 二塁  | 二塁  | 二塁  | 二塁  | 二塁     | 三塁  | 三塁  | 三塁  | 三塁  | 三塁  | 三塁     | 遊撃  | 遊撃  | 遊撃  | 遊撃  | 遊撃  | 遊撃     | 外野  | 外野  | 外野  | 外野  | 外野  | 外野     |
| 年 度 | 球 団 | 試 合 | 刺 殺 | 補 殺 | 失 策 | 併 殺 | 守 備 率 | 試 合 | 刺 殺 | 補 殺 | 失 策 | 併 殺 | 守 備 率 | 試 合 | 刺 殺 | 補 殺 | 失 策 | 併 殺 | 守 備 率 | 試 合 | 刺 殺 | 補 殺 | 失 策 | 併 殺 | 守 備 率 | 試 合 | 刺 殺 | 補 殺 | 失 策 | 併 殺 | 守 備 率 |
| ----- | ----- | ----- | ----- | ----- | ----- | ----- | -------- | ----- | ----- | ----- | ----- | ----- | -------- | ----- | ----- | ----- | ----- | ----- | -------- | ----- | ----- | ----- | ----- | ----- | -------- | ----- | ----- | ----- | ----- | ----- | -------- |
| 2013  | 中日  | -     | -     | -     | -     | -     | -        | 7     | 8     | 10    | 0     | 3     | 1.000    | -     | -     | -     | -     | -     | -        | 2     | 1     | 2     | 0     | 0     | 1.000    | 2     | 1     | 0     | 0     | 0     | 1.000    |
| 2014  | 中日  | -     | -     | -     | -     | -     | -        | 9     | 7     | 7     | 0     | 1     | 1.000    | -     | -     | -     | -     | -     | -        | 5     | 1     | 10    | 0     | 4     | 1.000    | -     | -     | -     | -     | -     | -        |
| 2015  | 巨人  | -     | -     | -     | -     | -     | -        | 17    | 12    | 24    | 1     | 5     | .973     | 26    | 7     | 24    | 2     | 3     | .939     | 2     | 4     | 8     | 0     | 1     | 1.000    | -     | -     | -     | -     | -     | -        |
| 2016  | 巨人  | -     | -     | -     | -     | -     | -        | 12    | 17    | 33    | 2     | 7     | .962     | 24    | 4     | 10    | 0     | 1     | 1.000    | 8     | 0     | 9     | 0     | 1     | 1.000    | -     | -     | -     | -     | -     | -        |
| 2018  | 巨人  | -     | -     | -     | -     | -     | -        | 5     | 2     | 4     | 0     | 1     | 1.000    | 53    | 6     | 13    | 0     | 1     | 1.000    | 20    | 5     | 11    | 0     | 3     | 1.000    | 2     | 0     | 0     | 0     | 0     | ----     |
| 2019  | 巨人  | -     | -     | -     | -     | -     | -        | 5     | 4     | 6     | 0     | 1     | 1.000    | 4     | 0     | 1     | 0     | 1     | 1.000    | 1     | 0     | 0     | 0     | 0     | ----     | -     | -     | -     | -     | -     | -        |
| 2020  | 巨人  | 1     | 3     | 0     | 0     | 0     | 1.000    | 5     | 4     | 6     | 0     | 0     | 1.000    | 4     | 2     | 2     | 0     | 0     | 1.000    | 7     | 4     | 6     | 0     | 1     | 1.000    | 7     | 1     | 0     | 0     | 0     | 1.000    |
| 通算  | 通算  | 1     | 3     | 0     | 0     | 0     | 1.000    | 60    | 54    | 90    | 3     | 18    | .980     | 111   | 19    | 50    | 2     | 6     | .972     | 45    | 15    | 46    | 0     | 10    | 1.000    | 11    | 2     | 0     | 0     | 0     | 1.000    |

### 記録
- 初出場：2012年9月13日、対横浜DeNAベイスターズ19回戦（横浜スタジアム）、6回表に中田賢一の代打で出場
- 初打席・初安打・初打点：同上、6回表に篠原貴行から左前適時打
- 初先発出場：2013年8月18日、対読売ジャイアンツ18回戦（東京ドーム）、「2番・遊撃手」で先発出場
- 初盗塁：2013年9月7日、対東京ヤクルトスワローズ23回戦（ナゴヤドーム）、1回裏に二盗（投手：木谷良平、捕手：相川亮二）

### 背番号
- 3（2011年[1] - 2014年）
- 68（2015年[5] - 2018年）
- 00（2019年[8] - 2020年）
- 105（2024年[13] - ）

### 登場曲
- 「Break Free ft. Zedd」Ariana Grande（2015年 - 2016年）
- 「おまえに。」ハジ→（2016年）
- 「Yell」 AAA（2017年）
- 「ともに」WANIMA（2018年 - 2020年）